# Liste der Baudenkmäler in Deiringsen
Die Liste der Baudenkmäler in Deiringsen enthält die denkmalgeschützten Bauwerke auf dem Gebiet von Soest-Deiringsen in Nordrhein-Westfalen (Stand: 1. November 2019). Diese Baudenkmäler sind in der Denkmalliste der Stadt Soest eingetragen; Grundlage für die Aufnahme ist das Denkmalschutzgesetz Nordrhein-Westfalen (DSchG NRW).

| Bild     | Bezeichnung | Lage                                | Beschreibung | Bauzeit | Eingetragen seit | Denkmal- nummer |
| -------- | ----------- | ----------------------------------- | ------------ | ------- | ---------------- | --------------- |
| Wohnhaus | Wohnhaus    | Deiringsen Alte Dorfstraße 42 Karte |              | um 1800 | 24.10.1991       | 600             |
| BW       | Bauernhaus  | Deiringsen Alte Dorfstraße 22 Karte |              | 1868    | 04.05.2012       | 647             |
|          | Hofanlage   | Deiringsen Am Dorfteich 5           |              |         | 07.05.2012       | 648             |

Die Angaben zu Bauzeit und Eintragung in dieser Liste entstammen, wenn nicht anders angegeben, der für diesen Eintrag angeforderten Version der Denkmalliste vom November 2019.